# Larry Dias
Larry Dias é um diretor de arte norte-americano. Como reconhecimento, foi nomeado ao Oscar 2011 na categoria de Melhor Direção de Arte por Inception.